# Gornji Marinkovac
Gornji Marinkovac je naseljeno mjesto u Republici Hrvatskoj u Zagrebačkoj županiji. 

## Zemljopis
Administrativno je u sastavu općine Dubrava. Naselje se proteže na površini od 3,73 km².

## Stanovništvo
Prema popisu stanovništva iz 2001. godine u Gornjem Marinkovcu živi 157 stanovnika i to u 50 kućanstava. Gustoća naseljenosti iznosi 42,10 st./km².
| broj stanovnika | 275   | 427   | 390   | 497   | 499   | 647   | 534   | 586   | 288   | 281   | 278   | 228   | 191   | 178   | 157   | 134   | 145   |
|                 | 1857. | 1869. | 1880. | 1890. | 1900. | 1910. | 1921. | 1931. | 1948. | 1953. | 1961. | 1971. | 1981. | 1991. | 2001. | 2011. | 2021. |